# Площадь Пикадилли
Пикадилли-сёркус (англ. Piccadilly Circus) — площадь и транспортная развязка в центральном Лондоне, район Вестминстер. Создана в 1819 году как развязка между Пикадилли-стрит и Риджент-стрит. Затем к ним добавилась ещё одна улица, Шафтсбери-авеню.
Иногда слово circus неправильно переводят как «цирк». В действительности это слово, означающее «круг» — обозначение очень популярной в Англии практики организации движения путём создания круговых развязок (правда, некоторые «сёркусы» в Лондоне являются обычными перекрёстками, например, Оксфорд-сёркус). С 1906 года под площадью расположена одноимённая станция двух линий метро.
Во время Второй Мировой войны в Вэст-Энде существовало множество клубов, обслуживающих американских солдат, которые пребывали в Британии. В связи с этим Пикадилли-сёркус стал излюбленным местом для проституток, получивших жаргонное название «коммандос с Пикадилли».
Основные достопримечательности площади Пикадилли — световая реклама и статуя, установленная в 1892 году в память о благотворительной деятельности лорда Шефтсбери, известного филантропа Викторианской эпохи. Созданная скульптором сэром Альфредом Гилбертом, статуя изображает Антэроса и олицетворяет «зрелую и обдуманную любовь, в противоположность Эросу — легкомысленному и ветреному тирану». Антэрос был младшим братом-близнецом Эроса. На углу Риджент-стрит здания Каунти-Файер-Офис и Суон и Эдгар.
Однако замысловатое объяснение так и не завоевало популярности среди масс. Из-за лука и наготы, равно как и общего, довольно смутного представления о классической мифологии, все дружно решили, что это Эрос (известный в Древнем Риме как Купидон), греческий бог любви. В итоге теми, кому хотелось защитить репутацию Шефтсбери, был распущен встречный слух: якобы мемориал есть не что иное, как Ангел христианского милосердия — пусть и туманная, зато менее пикантная альтернатива.
Также на площади есть музей любви — Амуры Лондона, открывшийся в 2007 году.

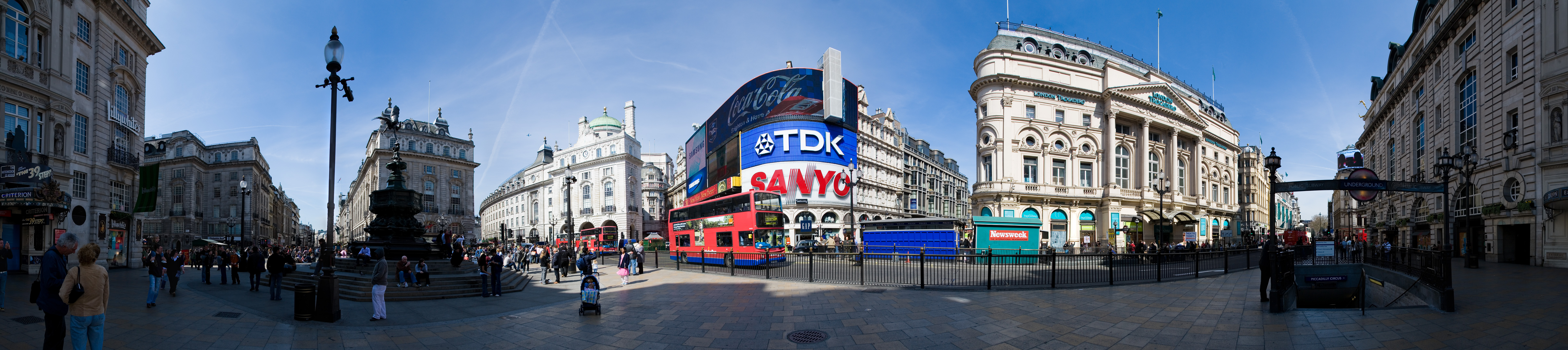
Панорамный вид на площадь Пикадилли